# 根本忠雄
根本 忠雄（ねもと ただお、1913年 - 1988年）は、東京都出身の実業家。
1946年9月1日、浅草千束に川魚料理の店「鮒忠」創業。川魚の捕れない冬場のメニューとして、進駐軍向けの鶏肉（ブロイラー）を串焼きにした「焼き鳥」の販売を開始。
焼き鳥を大衆へ大々的に販売することを始めたのは日本初と言われ、「焼き鳥の父」と呼ばれたという。
モットーは「怒るな・威張るな・欲張るな」「利は薄く大衆奉仕」。

## 略歴
- 1913年 - 東京・深川に生まれる。
- 1925年 - 小学校を卒業し、米屋へ丁稚奉公に行く。
- 1931年 - 「根本精米店」独立。
- 1934年 - 第1回兵役。以後21年まで計4回の兵役、延べ、7年間の軍隊生活を送る。
- 1946年 - 復員。個人事業にて「鮒忠」創業。
- 1951年 - 株式会社鮒忠を設立。代表取締役社長に就任。
- 1978年 - 株式会社鮒忠FC１００店舗
- 1980年 - 代表取締役会長に就任。
- 1988年 - 死去。

## 著書
- 『年商十五億のやきとり商法―鮒忠立志伝』 柴田書店 (1965年)
- 『鮒忠の江戸ッ子商法』 東京経済 (1972年)